# Barão de Antonina (kommun)
Barão de Antonina är en kommun i Brasilien.   Den ligger i delstaten São Paulo, i den södra delen av landet, 900 km söder om huvudstaden Brasília. Antalet invånare är 3 116. Barão de Antonina ligger vid sjön Represa da Usina Chavante.
Följande samhällen finns i Barão de Antonina:
- Barão de Antonina

Omgivningarna runt Barão de Antonina är en mosaik av jordbruksmark och naturlig växtlighet. Runt Barão de Antonina är det ganska glesbefolkat, med 25 invånare per kvadratkilometer.